# Prudencio Indurain
Indurain  Larraya est un nom espagnol. Le premier nom de famille, en général paternel, est Indurain ; le second, en général maternel, souvent omis, est Larraya.
Prudencio Indurain Larraya, né le 9 juin 1968 à Villava, est un coureur cycliste espagnol professionnel de 1991 à 1999. Il est le frère cadet de Miguel Indurain.

## Biographie
Prudencio Indurain commence sa carrière en 1991 au sein de l'équipe Banesto où il rejoint son frère aîné Miguel. Avec cette équipe, il participe à sept grands tours en étant principalement au service de son frère. Lors du Tour de France 1993, Miguel Indurain gagne le contre-la-montre du lac de Madine avec plus de deux minutes d'avance sur son premier adversaire, Gianni Bugno. Prudencio Indurain termine 171e et dernier de ce contre-la-montre et n'est sauvé de l'élimination pour délais dépassés que grâce à la crevaison qu'a subi Miguel durant sa performance. Prudencio Indurain obtient sa meilleure performance individuelle sur le Tour de l'Alentejo en 1996 où il remporte trois étapes et termine deuxième du classement général derrière son frère,. En 1998, Indurain s'engage dans l'équipe Vitalicio Seguros. Il y reste deux saisons disputant quatre grands tours et n'obtenant aucun résultat significatif.
Après sa carrière de coureur, Prudencio Indurain s'engage en politique dans l'Union du peuple navarrais. Il est élu en 2011 au Parlement de Navarre.

## Palmarès

### Palmarès année par année
- 1990
  - Prueba Alsasua
- 1993
  - 3e du Grand Prix du canton d'Argovie
- 1996
  - 2e, 3ea et 6e étapes du Tour de l'Alentejo
  - 2e du Tour de l'Alentejo
  - 3e de la Prueba Villafranca de Ordizia

### Résultats sur les grands tours

#### Tour de France
4 participations
- 1993 : 126e du classement général.
- 1996 : 58e du classement général.
- 1998 : non-partant (18e étape).
- 1999 : 76e du classement général.

#### Tour d'Espagne
2 participations
- 1997 : 44e du classement général.
- 1998 : abandon (8e étape).

#### Tour d'Italie
5 participations
- 1992 : 132e du classement général.
- 1993 : 63e du classement général.
- 1994 : 50e du classement général.
- 1995 : 97e du classement général.
- 1999 : 45e du classement général.